# Севастополь (фрегат)
«Севасто́поль» — фрегат проєкту 1135М (шифр «Буревестник», англ. Krivak-II class за класифікацією НАТО) багатоцільовий корабель Військово-Морських Сил України. Бортовий номер U132. До 01.08.1997 — сторожовий корабель Чорноморського флоту «Разительний» (рос. «Разительный»).

## Особливості проєкту
Проєкт 1135М є еволюцією проєкту великих протичовнових кораблів 1135, який був створений на перехресті двох напрямків в еволюції протичовнових кораблів радянського флоту — малих (проєкти 159 і 35) і великих (проєкт 61). У той час Радянський ВМФ виходив у світовий океан, і його головним завданням вважалася боротьба з атомними підводними човнами потенційного противника.
Тактико-технічне завдання на проєкт 1135 було сформоване у 1964 році. Основне призначення сторожового корабля було «тривале патрулювання з метою пошуку і знищення підводних човнів противника і охорона кораблів і суден на переході морем». В результаті був створений вдалий проєкт газотурбінного корабля, здатного діяти в морській зоні. Вперше на вітчизняному кораблі відносно невеликої водотоннажності вдалося розмістити потужне протичовнове озброєння, включаючи ПЧРК «Мєтєль».
Проєкт 1135М є подальшою модернізацією проєкту 1135: на кораблях проєкту артилерійський комплекс АК-726-МР-105 зі спареними 76-мм артустановками замінений потужнішим АК-100-МР-145 з двома одногарматними 100-мм АУ АК-100, протичовновий ракетний комплекс замінений сучаснішим УРПК-5 «Раструб» з ракетоторпедою 85РУ, здатною уражати не тільки підводні, а і надводні цілі, встановлені потужніші ГАС, що призвело до збільшення водотоннажності на 140 тонн.
Всього у 1973—1981 роках було побудовано 11 сторожових кораблів проєкту 1135М.

## Історія корабля
Великий протичовновий корабель «Разительний» (заводський № С-161)  зарахований у списки кораблів ВМФ СРСР 5 червня 1974 року. Закладений на Калінінградському суднобудівному заводі «Янтарь» 11 лютого 1975 року. Спущений на воду 1 липня 1976 року.

Підйом військово-морського прапора. 27.11.1976

У квітні 1976 року на Чорноморському флоті був сформований екіпаж корабля, який у червні того року двома командами відбув у Калінінград. Заселення екіпажу на корабель відбулося 10—11 жовтня, а 27 листопада на кораблі підняли прапор ВМФ СРСР. Підписання акту про прийняття корабля до складу ВМФ відбулося 31 грудня 1976 року в Балтійську. Після цього корабель здійснив самостійний міжфлотський перехід у Севастополь, де 5 лютого 1977 року був включений у склад 30-ї дивізії протичовнових кораблів Чорноморського флоту. 28 червня того року ВПК «Разительний» перекласифікований у сторожовий корабель (СКР).
На початку 1980-х неодноразово виходив на бойові служби в Середземне море: у період з листопада 1979 по березень 1980 року — бойова служба з заходом у порт Спліт, Хорватія (25—30.12.1979), стеження за авіаносною багатоцільовою групою авма «Німіц» ВМС США; лютий — травень 1981-го — бойова служба з заходом в порт Бізерта, Туніс (24—29.04.1981), участь у стратегічних навчаннях «Південь-81», стеження за авм «Америка», потім за авм «Форрестол»; червень — вересень 1981-го — бойова служба, участь в арабо-ізраїльському конфлікті, стеження за авм «Форрестол» і удк «Нассау», візит до Триполі, Лівія (25—30.07.1981).

«Разительний» на контрольному виході (Севастополь)

У 1984 році здійснив трансатлантичний похід з заходом у порт Гавана, Куба (28.12.1984 — 02.01.1985). У 1989 році здійснив візит у порт Констанца, Румунія (24—28.04.1989).
21 липня 1992 року брав участь у переслідуванні і спробі перехопити сторожовий корабель Кримської військово-морської бази СКР-112, на якому був піднятий військово-морський прапор України.
Під час виходу СКР «Разительний» на ходові випробування після ремонту, відразу ж після проходження бонових воріт Севастопольської бухти по кораблю була оголошена «Бойова тривога». У тракт подачі артилерійських установок АК-100 до лінії АУТ були подані практичні снаряди, а ракети ЗРК «Оса» перестиковані на бойові роз'єми. Була підготовлена і десантна партія (але без вогнепальної зброї).
Близько 17:00 при спробі «Разительного» і МПК-93 перехопити СКР-112, у МПК-93 вийшов із ладу кермовий прилад і він з позиції курсового кута правого борту відносно «Разительного» 20—30° почав описувати циркуляцію вліво, перетнув курс сторжовика по носі і далі проходячи циркуляцію в напрямку його корми, пройшовши від неї в найкоротшій дистанції близько 5 метрів. Тільки випадковість і вміле маневрування командира «Разительного» капітана 2 рангу Олександра Сіліна запобігли катастрофі.
Під час грузино-абхазького конфлікту, 11 жовтня 1992 року «Разительний» з групою кораблів ЧФ прибув до узбережжя Абхазії, де мав забезпечувати переговори лідерів Росії, Грузії і Абхазії в Сухумі 14 жовтня (переговори так і не відбулись). пізніше він брав участь в операції по евакуації кораблями Чорноморського флоту населення із Поті.
14 липня 1997 року, згідно з українсько-російською угодою про параметри розподілу Чорноморського флоту розпочався процес передачі корабля ВМС України. У склад Військово-Морських Сил України корабель увійшов 1 серпня 1997 року, де отримав назву «Севастополь» і бортовий номер U132.

Фрегат «Севастополь» після роззброєння

Через відсутність коштів на ремонт і відновлення технічної готовності корабля в ВМС України як бойова одиниця не використовувався. 30 листопада 2004 року розпорядженням Кабінету Міністрів України відрахований зі складу флоту. Роззброєний фрегат в 2005 році проданий ВМС Туреччини як мішень для стрільб. Відбуксований в Стамбул 6 липня 2006 року.